# Linia kolejowa nr 705
Linia kolejowa nr 705 – drugorzędna, w większości dwutorowa, zelektryfikowana linia kolejowa łącząca rozjazd nr 125 z rozjazdem nr 97 na stacji Zawiercie.
Stanowi ona łącznicę między linią kolejową Tarnowskie Góry – Zawiercie a linią kolejową Zawiercie Zw – Dąbrowa Górnicza Ząbkowice DZA T3 i umożliwia przejazd pociągów z/do Tarnowskich Gór i Lublińca w/z kierunku Dąbrowy Górniczej.
Na początku 2021 roku w ramach prac na linii kolejowej nr 182 rozpoczęto modernizację i elektryfikację łącznicy.
| kilometraż | kilometraż | pociągi pasażerskie                       | autobusy szynowe i EZT                    | pociągi towarowe                          |
| od         | do         | Tor nieparzysty (kierunek: Zawiercie R97) | Tor nieparzysty (kierunek: Zawiercie R97) | Tor nieparzysty (kierunek: Zawiercie R97) |
| 0,000      | 1,292      | 60                                        | 60                                        | 60                                        |
| od         | do         | Tor parzysty (kierunek: Zawiercie R125)   | Tor parzysty (kierunek: Zawiercie R125)   | Tor parzysty (kierunek: Zawiercie R125)   |
| 0,061      | 1,149      | 60                                        | 60                                        | 60                                        |